# Delete (C++)
В мові програмування C++, оператор delete звільняє пам’ять, виділену раніше із купи, за допомогою оператора new.  Якщо як аргумент виступає об’єкт класу, то викликається деструктор. Оператор delete слід використовувати тільки для вказівників на область пам’яті, яка була виділена за допомогою оператора new. Після виклику оператора delete вказівник на область пам’яті де містився об’єкт стає недійсним, і його не можна використовувати далі в програмі. Зазвичай після звільнення пам’яті, програмісти присвоюють значення 0 (нульовий вказівник) вказівнику, щоб уникнути програмних помилок. Слід відмітити, що видалення нульового вказівника не має ніяких наслідків (якщо використовується функція деалокації із стандартної бібліотеки ), тому не обов’язково перевіряти чи вказує на null вказівник, перед викликом оператора delete.
У C++11 ключове слово delete також використовується для позначення функцій, які заборонені до використання (наприклад, конструктор копіювання).

## Основні відмінності між delete і free()
- delete використовується сумісно з оператором new, який викликає конструктори об’єктів. В той час як free() використовується з функцією malloc(), яка не створює об’єктів, а просто виділяє програмі частину пам’яті з кучі.

- delete викликає деструктори об’єктів, а функція free() ні.

- Оскільки delete це оператор, його можна перевизначити для класу, а передбаченого механізму як перевизначити функцію free() не існує.

- Не можна звільняти пам’ять, яка була виділена функцією malloc(), за допомогою оператора delete, лише за допомогою free(), і навпаки.

## Можливі помилки
Якщо викликати оператор delete для стекового об’єкту, це може призвести до непередбачуваної поведінки програми - до помилки, яку важко відслідкувати. Справа в тому, що оператор new записує в пам’ять допоміжну інформацію перед адресою, що повертається. В цих допоміжних інформаційних байтах вказується розмір виділеного блоку. Ці допоміжні байти допомагають оператору delete визначити скільки пам’яті за вказаною адресою слід звільнити. Якщо використати оператор delete для стекового об’єкту, він може інтерпретувати вміст стеку перед вашою змінною як розмір блока для вивільнення пам’яті.

## C++11
У C++11 delete має також інше значення — позначення заборонених до використання функцій. Наприклад, поширена ідіома «заборона копіювання» із використанням C++11 виглядає так:
```
class
 
X
 
{

    
// ...

    
X
&
 
operator
=
(
const
 
X
&
)
 
=
 
delete
;
  
// Забороняємо копіювання

    
X
(
const
 
X
&
)
 
=
 
delete
;

};

```

delete можна застосовувати до будь-якої функції. Для прикладу, можна заборонити небажане приведення типу так:
```
struct
 
Z
 
{

    
// ...

    
Z
(
long
 
long
);
     
// можлива ініціалізація типом long long         

    
Z
(
long
)
 
=
 
delete
;
 
// але не будь-яким іншим

};

```

## Синтаксис
```
int
 
*
p_var
 
=
 
nullptr
;
  
// новий вказівник

p_var
 
=
 
new
 
int
;
    
// динамічне виділення пам’яті

 

/* .......

інший код

........*/

 

delete
 
p_var
;
       
// звільнення пам’яті. 

p_var
 
=
 
nullptr
;
    
// присвоюємо нульовий вказівник

```

Масиви, пам’ять під які виділяється за допомогою оператора new [], повинні бути видалені за допомогою оператора delete []:
```
int
 
size
 
=
 
10
;

int
 
*
p_var
 
=
 
nullptr
;
       
// новий вказівник

p_var
 
=
 
new
 
int
 
[
size
];
  
// динамічне виділення пам’яті

 

/* .......

інший код

........*/

 

delete
 
[]
 
p_var
;
         
// звільнення пам’яті. 

p_var
 
=
 
nullptr
;
         
// присвоюємо нульовий вказівник

```